# Cynorkis fastigiata
Cynorkis fastigiata es una especie de orquídea de hábito epífita y ocasionalmente terrestre de la subfamilia Orchidoideae. Se encuentra en el oeste del Océano Índico.

## Descripción
Es una orquídea de tamaño pequeño a mediano que prefiere el clima  fresco. Tiene hábitos epífitas y ocasionalmente terrestres,  con hojas estrechas lanceoladas o linear-lanceoladas. Florece en la primavera y el otoño en una inflorescencia corimbosa con pocas o  con muchas flores que se abren sucesivamente.

## Distribución
Se encuentra en las Seychelles, Mascareñas y Madagascar en los bordes de los bosques, en las riberas de ríos, bosques ribereños de hoja perenne en las bases de los árboles, así como entre las rocas y en los pastizales,  en alturas de alrededor de 100 a 2000 metros. 

## Taxonomía
Fue descrita por el botánico francés Louis Marie Aubert Du Petit-Thouars y publicado en Histoire Particulière des Plantes Orchidées , t. 13 en el año 1822.
Sinonimia
- Cynosorchis fastigiata Thouars (1822)
- Orchis obcordata Willemet (1796)
- Cynorkis obcordata (Willemet) Schltr. (1915)
- Habenaria cynosorchidacea C.Schweinf. (1936)
- Cynorkis hygrophila Schltr. (1916)
- Cynorkis diplorhyncha Schltr. (1918)
- Cynorkis laggiarae Schltr. (1918)
- Cynorkis decolorata Schltr. (1924)
- Orchis fastigiata (Thouars) Spreng., Syst. Veg. 3: 687 (1826).
- Gymnadenia fastigiata (Thouars) A.Rich., Mém. Soc. Hist. Nat. Paris 4: 23 (1828).
- Cynorkis isocynis Thouars, Hist. Orchid.: t. 13 (1822), nom. altern.[1][2][4]